# Odious getal
Een odious getal is een natuurlijk getal waarvan de binaire schrijfwijze (representatie) een oneven aantal enen heeft.
Voorbeelden
- De machten van {\displaystyle 2}:

{\displaystyle {{(1)}_{10}}={{(1)}_{2}},\ {{(2)}_{10}}={{(10)}_{2}},\ {{(4)}_{10}}={{(100)}_{2}},\ {{(8)}_{10}}={{(1000)}_{2}},\ ...}
- En ook:

{\displaystyle {{(7)}_{10}}={{(111)}_{2}},\ {{(11)}_{10}}={{(1011)}_{2}},\ {{(37)}_{10}}={{(100101)}_{2}},\ {{(38)}_{10}}={{(100110)}_{2}}}.
De eerste twintig odious getallen zijn:
{\displaystyle 1,2,4,7,8,11,13,14,16,19,21,22,25,26,28,31,32,35,37,38}
De natuurlijke getallen die geen odious getal zijn, heten evil getallen. Van die getallen heeft de binaire schrijfwijze een even aantal enen.

## Eigenschappen
- De odious getallen geven de positie van de enen aan in de rij van Thue-Morse, die bestaat uit nullen en enen.

Deze rij begint, met {\displaystyle t_{0}=0} (index {\displaystyle =0}) en {\displaystyle t_{1}=1} (index {\displaystyle =1}), als volgt:
{\displaystyle 0,1,1,0,1,0,0,1,1,0,0,1,0,1,1,0,1,0,0,1,0,1,1,0,0,1,1,0,1,0,0,1,...}
De indexen ({\displaystyle \geq 1}) van de enen in deze rij zijn inderdaad: {\displaystyle 1,2,4,7,8,...}
- De evil en odious getallen gedragen zich onder de ‘nim-optelling’, ⨁, zoals de even en oneven getallen onder de ‘gewone’ optelling. Dus:[4]

• evil ⨁ evil = evil
• odious ⨁ oddious = evil
• evil ⨁ odious = odious ⨁ evil = odious

## Etymologie
John Conway gebruikt in Winning Ways de woorden ‘evil numbers’ en ‘odious numbers’ voor getallen met een even c.q. oneven aantal enen in de binaire representatie.

De begrippen ‘evil’ en ‘odious’ zijn, in dit verband, afgeleid van het Engelse ‘even’ (= Ned. even) en ‘odd’ (= Ned. oneven).
Net als in het Engels zijn de bijvoeglijke naamwoorden bij gebruik in het Nederlands onveranderlijk.